# Liste der Monuments historiques in La Rivière-Drugeon
Die Liste der Monuments historiques in La Rivière-Drugeon führt die Monuments historiques in der französischen Gemeinde La Rivière-Drugeon auf.

## Liste der Immobilien
| Bezeichnung                           | Beschreibung                                                                                    | Standort                          | Kennzeichnung | Schutzstatus | Datum | Bild           |
| ------------------------------------- | ----------------------------------------------------------------------------------------------- | --------------------------------- | ------------- | ------------ | ----- | -------------- |
| Kirche St-Nicolas                     | aus dem 15. Jahrhundert                                                                         | Place Charles-le-Téméraire (Lage) | PA00101718    | Inscrit      | 1926  | weitere Bilder |
| Archäologischer Fundplatz Fort Bachin | bronze- und eisenzeitliche Befestigung mit frühmittelalterlicher Nachnutzung; auch zu Bouverans | südlich des Ortes (Lage)          | PA00101789    | Inscrit      | 1992  | weitere Bilder |

## Liste der Objekte
| Bezeichnung                                               | Beschreibung | Standort                        | Kennzeichnung | Schutzstatus | Datum | Bild |
| --------------------------------------------------------- | --- | ------------------------------- | ------------- | ------------ | ----- | ---- |
| Skulptur Heiliger Antonius der Große                      | Holz, farbig gefasst, 16. Jahrhundert                                                                                  | in der Kirche St-Nicolas (Lage) | PM25001267    | Classé       | 1908  |      |
| Skulptur Heiliger Ludwig                                  | Holz, farbig gefasst, 16. Jahrhundert                                                                                  | in der Kirche St-Nicolas (Lage) | PM25001268    | Classé       | 1908  |      |
| Skulptur Madonna mit Kind                                 | Holz, farbig gefasst und vergoldet, 16. Jahrhundert                                                                    | in der Kirche St-Nicolas (Lage) | PM25001269    | Classé       | 1908  |      |
| Zwei Skulpturen: Heiliger Claudius und heiliger Ferreolus | Holz, farbig gefasst, 15. oder 16. Jahrhundert                                                                         | in der Kirche St-Nicolas (Lage) | PM25001270    | Classé       | 1916  |      |
| Grabstein für Claude Buchaillot und Marguerite Eltemines  | Stein, bezeichnet 1568 und 1575                                                                                        | in der Kirche St-Nicolas (Lage) | PM25001271    | Classé       | 1916  |      |
| Kanzel                                                    | Holz, Anfang des 17. Jahrhunderts; heute als Volksaltar genutzt                                                        | in der Kirche St-Nicolas (Lage) | PM25001272    | Classé       | 1916  |      |
| Pietà                                                     | Holz, farbig gefasst, 16. Jahrhundert                                                                                  | in der Kirche St-Nicolas (Lage) | PM25001273    | Classé       | 1962  |      |
| Marienaltar                                               | linker Seitenaltar; Altartisch, Retabel und Gemälde; Holz, farbig gefasst, Ölfarbe auf Leinwand, 18. Jahrhundert       | in der Kirche St-Nicolas (Lage) | PM25001274    | Classé       | 1979  |      |
| Maria-Immaculata-Altar                                    | rechter Seitenaltar; Altartisch, Retabel und zwei Gemälde; Holz, farbig gefasst, Ölfarbe auf Leinwand, 19. Jahrhundert | in der Kirche St-Nicolas (Lage) | PM25001275    | Classé       | 1988  |      |